# مسجد ومدرسة سنجر الجاولي

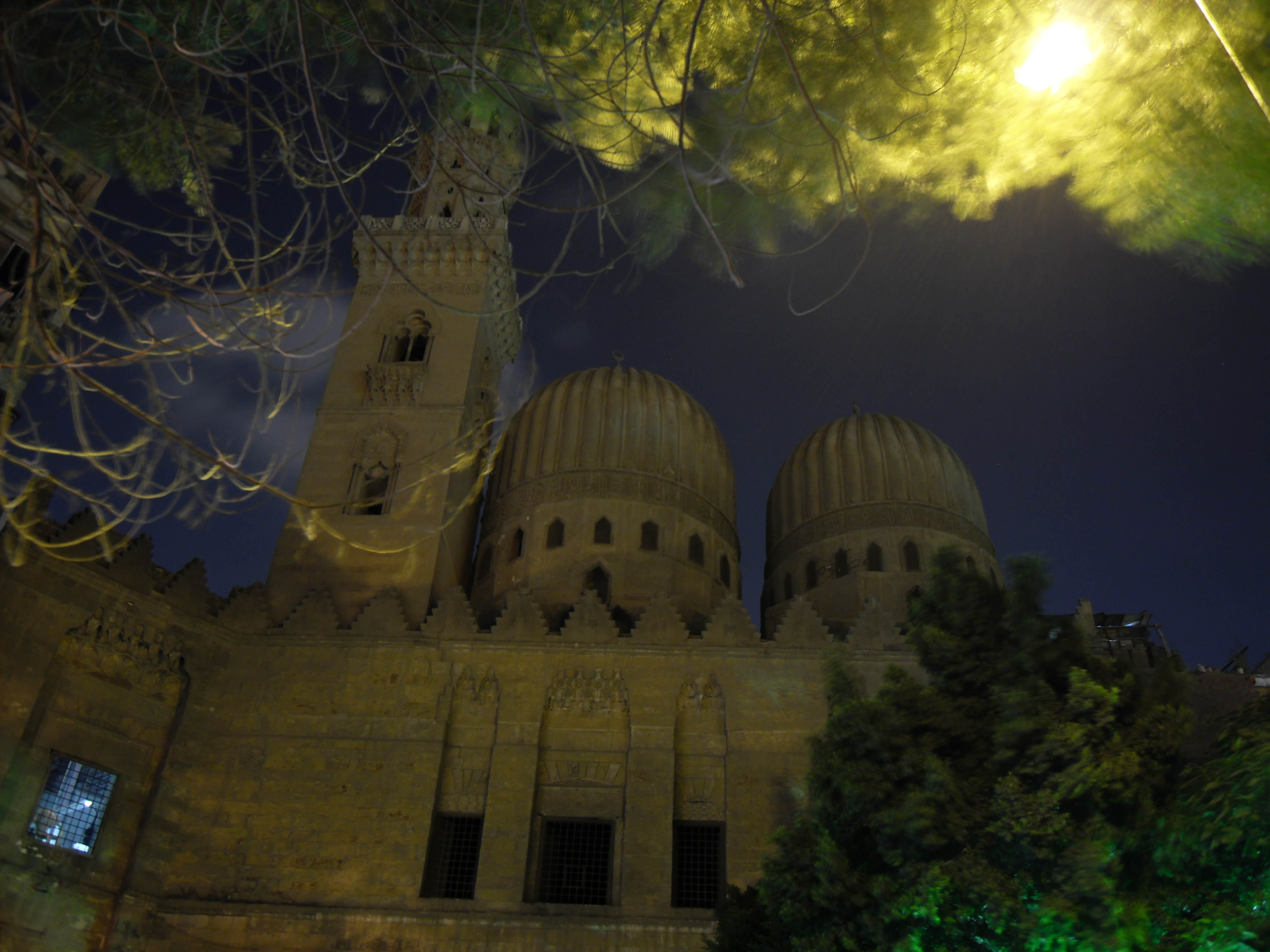
Tomb of amir Sayf ed-Din Salar and Sangar el-Gawli. Saliba Street, Cairo, Egypt © Fouad Gehad Marei (2009)

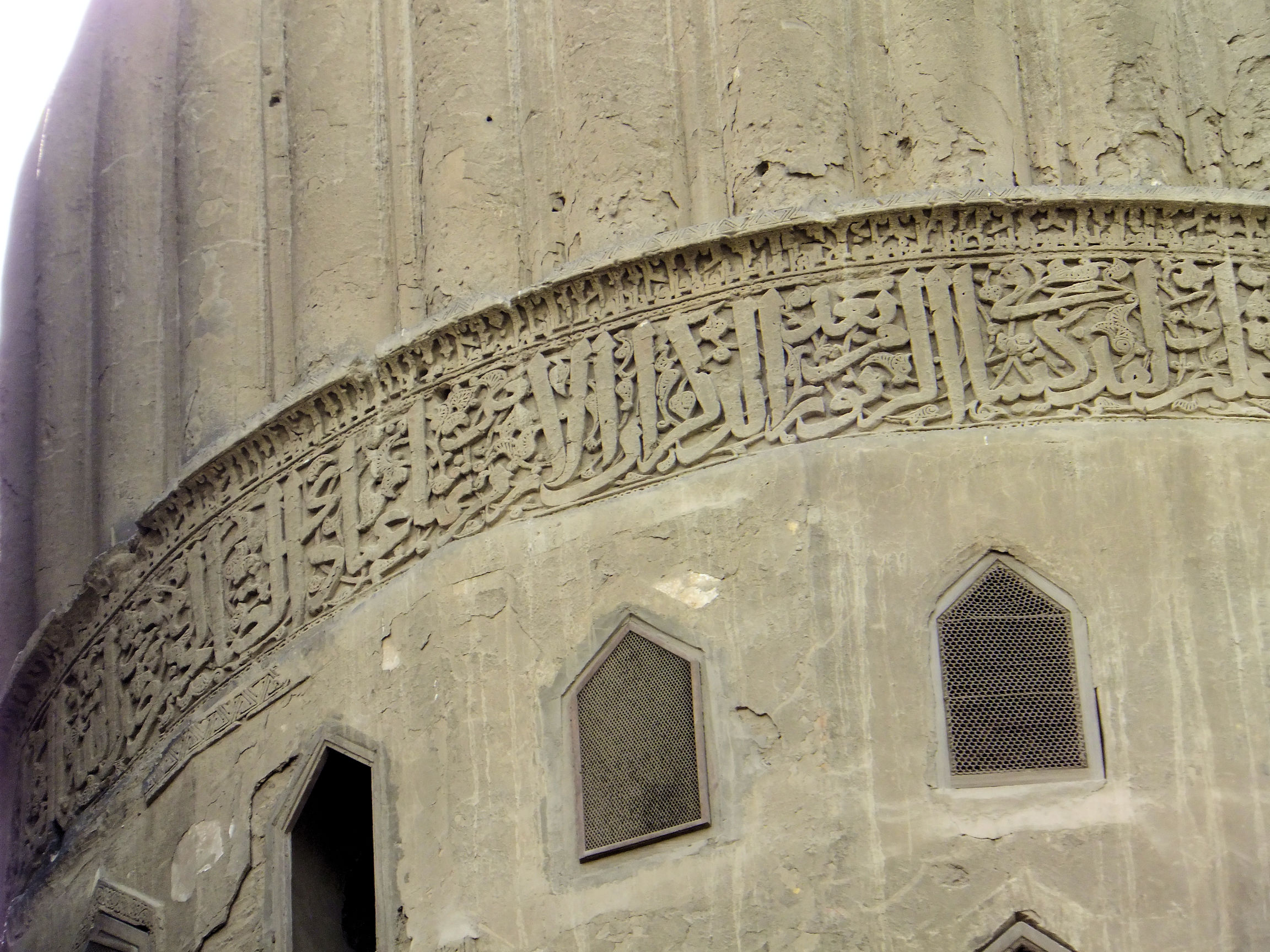

مدرسة ومسجد سنجر الجاولي، تقع على هضبة تعرف بقلعة الكبش، في القاهرة. أنشئت المجموعة في 703هـ - 1303م. في العصر المملوكي.

## التصميم والمكونات
ابعاد المسجد والمدرسة: العرض 78 م، الطول 100 م، الارتفاع 1305 م . يطل الباب الرئيسي للمجموعة على شارع مراسينا. وكانت بالمجموعة صوامع لإيواء فقراء الصوفية. وتوجد في نهاية السلم، الذي يبدأ عند المدخل الشمالي، ثلاث فتحات. وتؤدي الفتحة الأولى إلى مكان الصلاة، وتؤدي الثانية إلى المئذنة، والثالثة إلى ممر.
وتتكون المئذنة من قاعدة حجرية مربعة، والأجزاء الباقية مبنية بالآجر. ويفصل الممر بين الصحن المكشوف، والذي لم تزل جدرانه تحمل بعض بقايا زخارف جص، وبين القبتين الجنائزيتين لسلار وسنجر، ومظهر القبتين مع المئذنة في الواجهة يبدو بشكل أخاذ. وبالمبنى قبة لعبد الله الذاكر، وتعتبر هذه القبة أقدم قبة حجرية في مصر الإسلامية.

## انظر أيضا

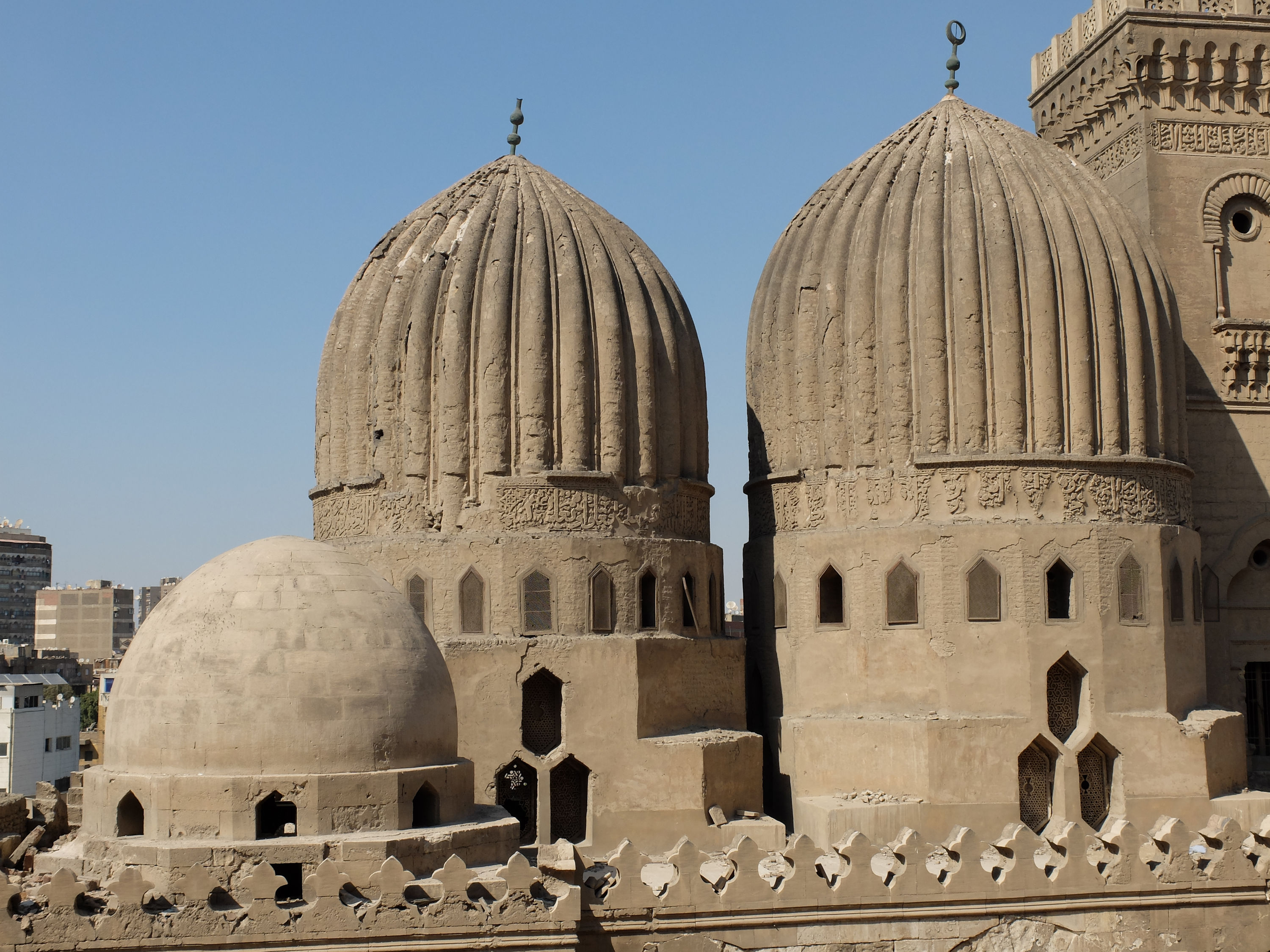
Tomb of amir Sayf ed-Din Salar and Sangar el-Gawli. Saliba Street, Cairo, Egypt